# ナポリ地下鉄4号線
ナポリ地下鉄4号線（ナポリちかてつ4ごうせん、イタリア語：Metropolitana di Napoli　linea 4）は、チルクムヴェズヴィアーナ鉄道の線路を走るナポリ地下鉄の州内鉄道路線である。ナポリ・ポルタ・ノラーナからチェルコラまでの各駅は同鉄道のサルノ行きの路線に含まれている。

## 歴史
- 1891年 - 使用開始。

## 駅一覧
| 停車駅                               | 開業 | 乗換 | 備考 |
| ------------------------------------ | ---- | ---- | ---- |
| ポルタ・ノラーナ                     |      |      |      |
| ピアッツァ・ガリバルディ             |      |      |      |
| ヴィア・ジャントゥルコ               |      |      |      |
| サン・ジョヴァンニ・ア・テドゥッチョ |      |      |      |
| バッラ                               |      |      |      |
| ポンティチェッリ                     |      |      |      |
| ヴェズーヴィオ・デ・メイス           |      |      |      |
| チェルコラ                           |      |      |      |